# Ле Мир, Ноэль
Ноэль Ле Мир, также Ноэль Лемир (фр. Noël Le Mire; 20 ноября 1724, Руан — 21 марта 1801, Париж) — французский рисовальщик и гравёр академического направления в технике офорта и резца. Мастер репродукционной гравюры.

## Биография
Ноэль Ле Мир родился на улице Арпан в Руане (приход Сен-Маклу). Он был старшим из тринадцати детей в семье Ноэля Ле Мира Старшего, лодочника и лесоторговца, и Анны-Маргериты, урождённой Мансель. Его младший брат Жан Ле Мир (1725—1791) стал кавалером ордена Святого Людовика за участие в обороне Квебека во время Войны за независимость.
С 1740 года Ноэль Ле Мир учился в новой бесплатной школе рисования под руководством Жана-Батиста Декана.
Он был удостоен нескольких наград, прежде чем между 1745 и 1750 годами переехал в Париж, где начал работу в мастерской Жака-Филиппа Леба. В письме шведскому гравёру Жану Эрику Рену (1751) Леба описал Ле Мира как одного из своих лучших сотрудников. Он был особенно искусен в создании виньеток и книжных заставок. Известными примерами являются специальные издания «Басен» и «Сказок в стихах» Лафонтена (основанных на рисунках Жана-Батиста Удри) и «Метаморфоз» Овидия. Он также иллюстрировал «Декамерон» Джованни Боккаччо (по рисункам Ю. Ф. Гравло), Корнеля, Расина, Вольтера и Руссо. Последние являются частью коллекции, известной как «Флорентийская галерея».
Небольшие гравированные портреты королевских особ работы Ле Мира пользовались большим успехом. Среди них были портреты королей Генриха IV, Фридриха Великого, Иосифа II и Людовика XV. Другие известные гравюры представляли мифологические сюжеты (Юпитер и Даная), исторические сцены (смерть Лукреции) и пейзажи (гора Везувий).
Одна из его больших гравюр, «Раздел Польши, или Пирог королей», была едва закончена, когда её приказали уничтожить. Антуан де Сартин, генерал-лейтенант парижской полиции, который был поклонником творчества Ле Мира, дал ему на это двадцать четыре часа. Он воспользовался этим временем, чтобы напечатать как можно больше копий. Один из сохранившихся пробных оттисков можно увидеть в муниципальной библиотеке в Руане.
Ноэль Ле Мир был ассоциированным членом академий Руана (1769), Вены (1768) и Лилля (1783). Его младший брат Луи Ле Мир был его учеником, как и Жан-Пьер Уэль и Реми Дельво. Неизвестно, были ли у него дети от брака с Барб Демулен.

## Галерея

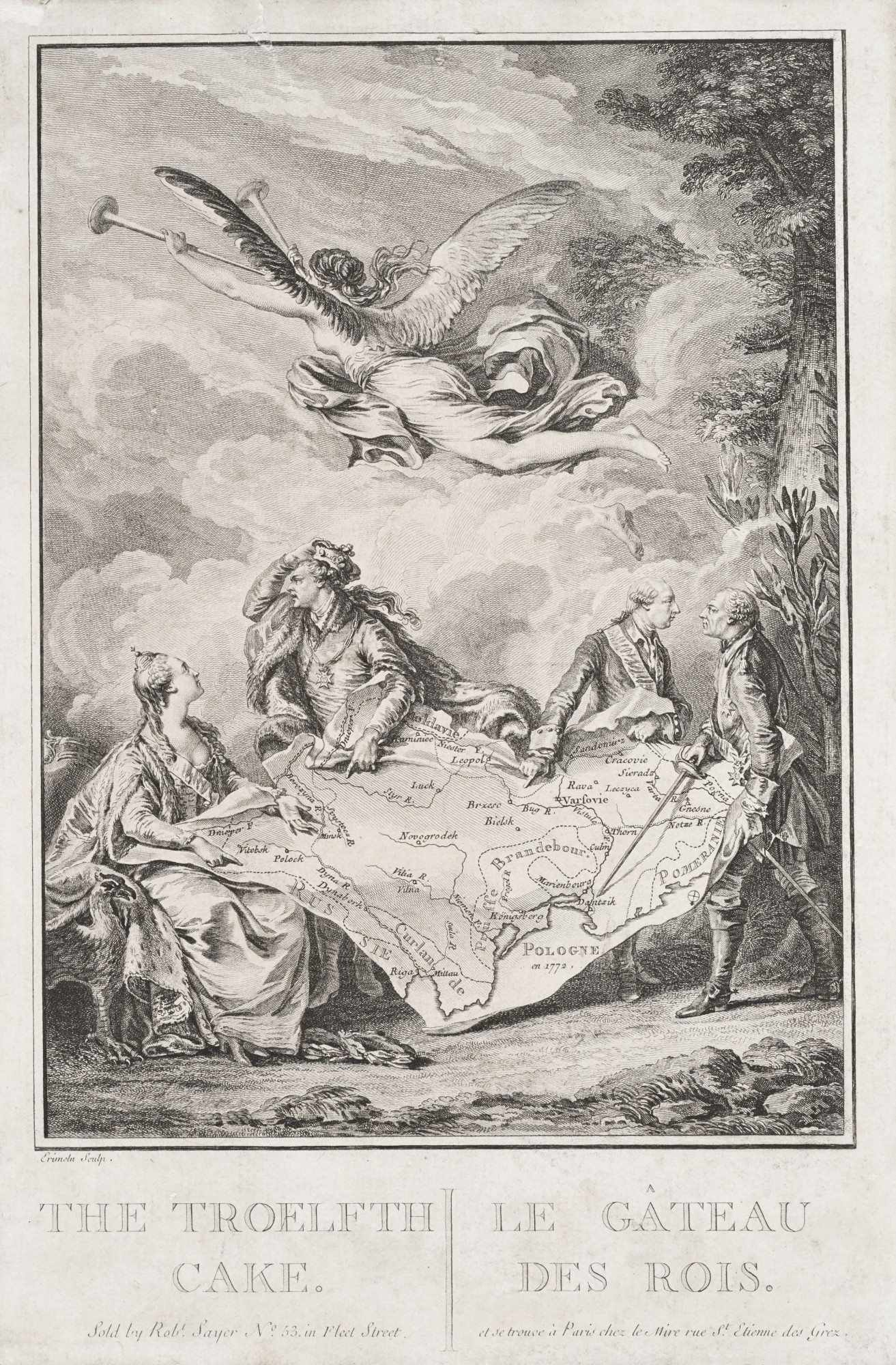
Раздел Польши, или Пирог королей (Аллегория первого раздела Польши). По рисунку Ж.-М. Моро. 1773. Офорт
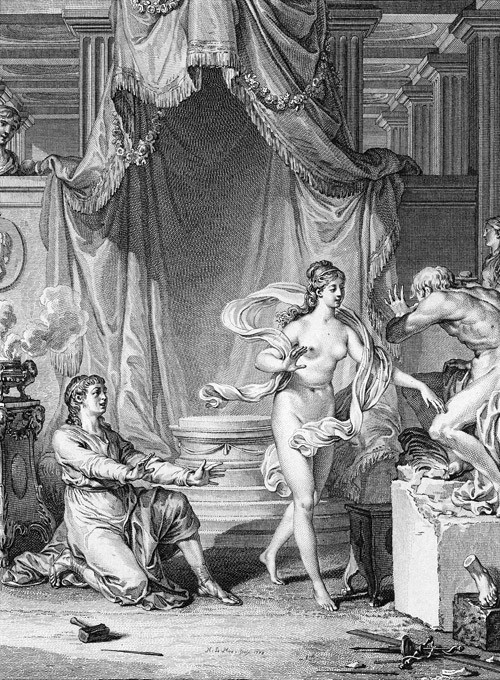
Пигмалион. По рисунку Ж.-М. Моро. 1778. Офорт, резец
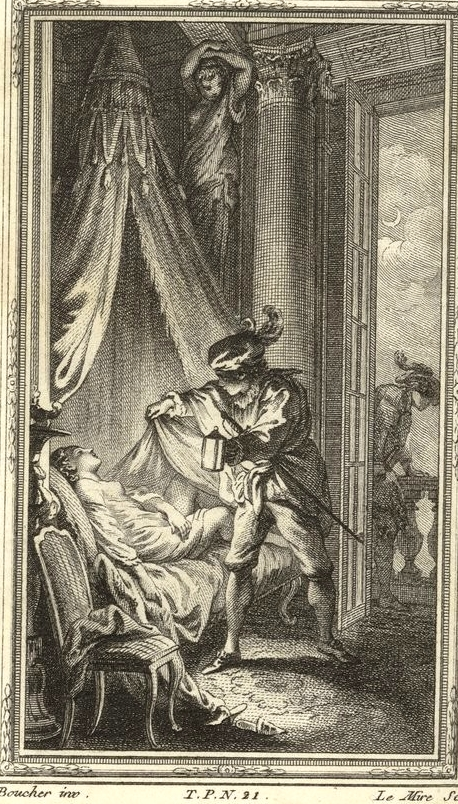
Иллюстрация к Бокаччо. Декамерон. Новелла 7. По оригиналу Ф. Буше. 1757. Офорт
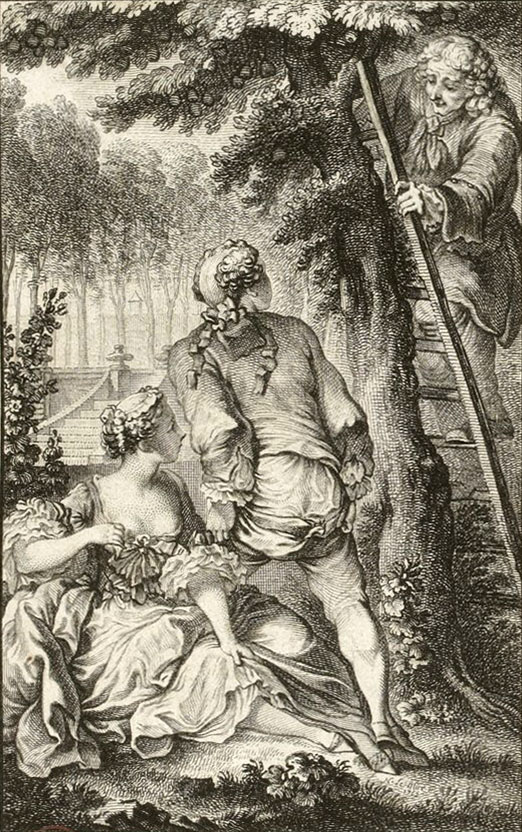
Лафонтен. Рассказы и короткие новеллы в стихах. Пари трёх кумовьев. По рисунку Ш. Эйзена. Офорт